# ドイツの市町村一覧
ドイツの市町村一覧（ドイツのしちょうそんいちらん）とは、ドイツ連邦共和国に属するすべての市町村を網羅した一覧項目である。ドイツには2024年1月1日時点で、市町村が2306ある。かつては1万以上あったが、合併などで消滅した。

## シュレスヴィヒ＝ホルシュタイン州（Schleswig-Holstein）

### 郡に属さない都市（kreisfreie Stadt）
- キール（Kiel）
- リューベック（Lübeck）
- ノイミュンスター（Neumünster）
- フレンスブルク（Flensburg）

（太字は市）

### ディトマルシェン郡（Dithmarschen）
- ブルンシュビュッテル（Brunsbüttel）
- ハイデ（Heide）
- マルネ（Marne)
- メルドルフ（Meldorf）
- ヴェッセルブレン（Wesselburen）
- フリードリッヒスコーク（Friedrichskoog）

（太字は市）

### アルベルスドルフ郡（Albersdorf）
- アルベルスドルフ（Albersdorf）
- アルケベク（Arkebek)
- ブンソ（Bunsoh)
- インメンシュテット（Immenstedt）
- オッフェンビュッテル（Offenbüttel）
- オシュテルラーデ（Osterrade）
- シャフシュタット（Schafstedt）
- シュルム（Schrum）
- テンシュビュッテルレスト（Tensbüttel-Röst）
- ヴェンビュッテル（Wennbüttel）

### ブルクシューデルハステット郡（Burg-Süderhastedt）
- ブリックリン（Brickeln）
- ブフホルツ（Buchholz）
- ブルク（Burg）
- エグスタット（Eggstedt）
- フレステット（Frestedt）
- グロベンラーデ（Großenrade）
- ホフドン（Hochdonn）
- クーデン（Kuden）
- クイックボルン（Quickborn）
- シューデルハステット（Süderhastedt）

### ビュースム郡（Büsum）
- ビュースム（Büsum）
- ビューシュマー（Büsumer）
- ダイヒハウセン（Deichhausen）
- ヘドヴィッヘンコーフ（Hedwigenkoog）
- オーシュテルダイヒシュトリッヒ（Oesterdeichstrich）
- ヴァルヴェロルト（Warwerort）
- ヴェシュテルダイヒシュトリッヒ（Westerdeichstrich）

### エッデラークサンクト-ミハエリスドン郡（Eddelak-Sankt Michaelisdonn）
- アヴェルラーク（Averlak）
- ディンゲン（Dingen）
- エッデルラーク（Eddelak）
- サンクトミハエリスドン（Sankt Michaelisdonn）

### ハイデラント郡（Heide-Land）
- ヘミングシュタット（Hemmingstedt）
- ライト（Lieth）
- ローヘリッケルショフ（Lohe-Rickelshof）
- ノルトハシュテット（Nordhastedt）
- ヴェルデン（Wöhrden）

### ヘンシュテット郡（Hennstedt）
- バルケンホルム（Barkenholm）
- ベルゲヴェルダン（Bergewöhrden）
- デルヴェ（Delve）
- フェッデリンゲン（Fedderingen）
- グリューシンク（Glüsing）
- ハーゲン（Hägen）
- ヘンシュテット（Hennstedt）
- ホッリングシュテット（Hollingstedt）
- クレヴェ（Kleve）
- リンデン（Linden）
- ノルデルハイシュタット（Norderheistedt）
- シュリッヒティング（Schlichting）
- シューデルハイシュタット（Süderheistedt）
- ヴァイメルシュタット（Wiemerstedt）

### ルンデン郡（Lunden）
- グロヴェン（Groven）
- ヘッメ（Hemme）
- カロリンエンコーフ（Karolinenkoog）
- クレンペル（Krempel）
- レーヘ（Lehe）
- ルンデン（Lunden）
- レームフレットバルゲン（Rehm-Flehde-Bargen）
- サンクトアンネン（Sankt Annen）

### マルネラント郡（Marne-Land）
- ダイフセンファルシュタット（Diekhusen-Fahrstedt）
- ヘルセ（Helse）
- カイセルヴィルヘルムコーフ（Kaiser-Wilhelm-Koog）
- クロンプリンゼンコーフ（Kronprinzenkoog）
- マルネルダイヒ（Marnerdeich）
- ノイフェルト（Neufeld）
- ノイフェルデルコーフ（Neufelderkoog）
- ランフンセン（Ramhusen）
- シュメデシュヴルス（Schmedeswurth）
- トレンネブルト（Trennewurth）
- ヴォルセメンスンセン（Volsemenhusen）

### メルドルフラント郡（Meldorf-Land）
- バルゲンシュタット（Bargenstedt）
- バルト（Barlt）
- ブンセンヴルス（Busenwurth）
- エルペルシュビュッテル（Elpersbüttel）
- エペンヴェルデン（Epenwöhrden）
- グーテンドルフ（Gudendorf）
- クルムシュテット（Krumstedt）
- ニンドルフ（Nindorf）
- ノルメルデルドルフ（Nordermeldorf）
- オッデルラーデ（Odderade）
- ザルツビュッテル（Sarzbüttel）
- ヴィントベルゲン（Windbergen）
- ヴォルメルシュドルフ（Wolmersdorf）

### テッリングシュテット郡（Tellingstedt）
- デルシュテット（Dellstedt）
- デルプリンク（Dörpling）
- カウシュホルン（Gaushorn）
- ヘヴェデ（Hövede）
- パーレン（Pahlen）
- シャルクホルツ（Schalkholz）
- シューデルドルフ（Süderdorf）
- テリングシュテット（Tellingstedt）
- タイレンヘッメ（Tielenhemme）
- ヴァッレン（Wallen）
- ヴェルンビュッテル（Welmbüttel）
- ヴェシュテルボルシュテル（Westerborstel）
- ヴローム（Wrohm）

### ヴェッヂングシュテット郡（Weddingstedt）
- ノイエンキルヘン（Neuenkirchen）
- オシュトローヘ（Ostrohe）
- シュッテルヴィッテンヴルト（Stelle-Wittenwurth）
- ヴェッヂングシュテット（Weddingstedt）
- ヴェセルン（Wesseln）

### ヴェッセルブーレン郡（Wesselburen）
- フリードリッヒシュガベコーフ（Friedrichsgabekoog）
- ヘルシェンヘリングサンドウンターシャール（Hellschen-Heringsand-Unterschaar）
- ヒルフローヴェン（Hillgroven）
- ノルデイッヒ（Norddeich）
- ノルデルヴェルデン（Norderwöhrden）
- オーシュテルヴルス（Oesterwurth）
- ラインシュビュッテル（Reinsbüttel）
- シュルプ（Schülp）
- シュトリュッベル（Strübbel）
- シューデルデイッヒ（Süderdeich）
- ヴェセルブレーネルダイヒハウセン（Wesselburener Deichhausen）
- ヴェッセルブレーネルコーフ（Wesselburenerkoog）

（太字は市、その他は町村）

## ハンブルク（Hamburg；都市州）
- アルトナ（Altona）
- ベルゲドルフ（Bergedorf）
- アイムシュビュッテル（Eimsbüttel）
- ハンブルク-ミッテ（Hamburg-Mitte）
- ハンブルク-ノルト（Hamburg-Nord）
- ハンブルク・ハールブルク（Hamburg-Harburg）
- ワンツベック（Wandsbek）
- （太字は区）

## ブレーメン（Bremen；都市州）
- ミッテ（Mitte）
- ハーフェン（Häfen）
- ノイシュタット（Neustadt）
- オベルヴィーラント（Obervieland）
- フッチンク（Huchting）
- ヴォルトメルシャイゼン（Woltmershausen）
- セーハウゼン（Seehausen）
- シュトロム（Strom）
- エシュトリッチェ（Östliche）
- ヴォルシュタット（Vorstadt）
- シュヴァシャウゼン（Schwachhausen）
- ヴァール（Vahr）
- ホルン-レーン（Horn-Lehe）
- ボルクフェルト（Borgfeld）
- オベルノイラント（Oberneuland）
- オシュテルホルツ（Osterholz）
- ヘメリンゲン（Hemelingen）
- ブロックラント（Blockland）
- フィンドルフ（Findorff）
- ヴァッレ（Walle）
- グレペリンゲン（Gröpelingen）
- ブルクレスム（Burglesum）
- ヴェゲサック（Vegesack）
- ブルメントハル（Blumenthal）

（太字は区）

## ニーダーザクセン州（Niedersachsen）
- ハノーファー（Hannover）
- ヒルデスハイム（Hildesheim）
- ゾルタウ（Soltau）
- ハーゲ (Hage)

## ベルリン（Berlin；都市州）
- ミッテ区（Berlin-Mitte）
- フリードリヒスハイン＝クロイツベルク区（Friedrichshain-Kreuzberg）
- パンコウ区（Pankow）
- シャルロッテンブルク＝ヴィルマースドルフ区（Charlottenburg-Wilmersdorf）
- シュパンダウ区（Spandau）
- シュテーグリッツ＝ツェーレンドルフ区（Steglitz-Zehlendorf）
- テンペルホーフ＝シェーネベルク区（Tempelhof-Schöneberg）
- ノイケルン区（Neukölln）
- トレプトウ＝ケーペニック区（Treptow-Köpenick）
- マルツァーン＝ヘラースドルフ区（Marzahn-Hellersdorf）
- リヒテンベルク区（Berlin-Lichtenberg）
- ライニッケンドルフ区（Reinickendorf）

（太字は区）

## ノルトライン＝ヴェストファーレン州

### 郡に属さない都市（kreisfreie Stadt）
- アーヘン（Aachen、AC）
- ビーレフェルト（Bielefeld、BI）
- ボーフム（Bochum、BO）
- ボン（Bonn、旧首都、BN）
- ボトロップ（Bottrop、BOT）
- ケルン（Köln、K）
- ドルトムント（Dortmund、DO）
- デュースブルク（Duisburg、DU）
- デュッセルドルフ（Düsseldorf、州都、D）
- エッセン（Essen、E）
- ゲルゼンキルヒェン（Gelsenkirchen、GE）
- ハーゲン（Hagen、HA）
- ハム（Hamm、HAM）
- ヘルネ（Herne、HER）
- クレーフェルト（Krefeld、KR）
- レーヴァークーゼン（Leverkusen、LEV）
- メンヒェングラートバッハ（Mönchengladbach、MG）
- ミュールハイム・アン・デア・ルール（Mülheim an der Ruhr、MH）
- ミュンスター（Münster、MS）
- オーバーハウゼン（Oberhausen、OB）
- レムシャイト（Remscheid、RS）
- ゾーリンゲン（Solingen、SG）
- ヴッパータール（Wuppertal、W）

（太字は市）

### アーヘン郡（Aachen, AC）
- アルスドルフ（Alsdorf）
- ベスヴァイラー（Baesweiler）
- エシュヴァイラー（Eschweiler）
- ヘルゾゲンラット（Herzogenrath）
- モンシャウ（Monschau）
- シュトルベルク（Stolberg）
- ヴュルセレン（Würselen）
- ロートゲン（Roetgen）
- シンメラット（Simmerath）

（太字は市、その他は町村）

### ボルケン郡（Borken, BOR）
- アハウス（Ahaus）
- ボホルト（Bocholt）
- ボルケン（Borken）
- ゲッシャー（Gescher）
- グロナウ（Gronau）
- イッセルブルク（Isselburg）
- レーデ（Rhede）
- シュタットローン（Stadtlohn）
- ヴレデン（Vreden）
- ヘーク（Heek）
- ハイデン（Heiden）
- レグデン（Legden）
- レシュフェルト（Raesfeld）
- レケン（Reken）
- ショッピンゲン（Schöppingen）
- シュドローン（Südlohn）
- ヴェレン（Velen）

（太字は市、その他は町村）

### コースフェルド郡（Coesfeld, COE)
- ビレルベック（Billerbeck）
- コースフェルド（Coesfeld）
- ヂュルメン（Dülmen）
- リュディングハウゼン（Lüdinghausen）
- オルフェン（Olfen）
- アシェベック（Aschebeck）
- ハヴィスベック（Havixbeck）
- ノルトキルヘン（Nordkirchen）
- ノットゥルン（Nottuln）
- ローゼンダール（Rosendahl）
- センデン（Senden）

（太字は市、その他は町村）

### デューレン郡（Düren, DN)
- デューレン（Düren）
- ハインバッハ（Heimbach）
- ユーリッヒ（Jülich）
- リンニッヒ（Linnich）
- ニデッゲン（Nideggen）
- アルデンフォーフェン（Aldenhoven）
- ヒュルトゲンヴァルト（Hürtgenwald）
- インデン（Inden）
- クロイツァウ（Kreuzau）
- ランケルヴェヘ（Langerwehe）
- メルツェニッヒ（Merzenich）
- ニーデルツィーア（Niederzier）
- ネルフェニッヒ（Nörvenich）
- ティツ（Titz）
- フェットヴァイス（Vettweiß）

（太字は市、その他は町村）

## ヘッセン州（Hessen）
- オッフェンバハ（アム・マイン）
- カッセル
- フルダ
- エップシュタイン

## ラインラント＝プファルツ州（Rheinland-Pfalz）
- オッペンハイム
- カッツェンエルンボーゲン
- ナッサウ（アン・デア・ラーン）
- ノイヴィート
- ビンゲン

## ザールラント州（Saarland）

### メルツィヒ＝ヴァーデン郡（Landkreis Merzig-Wadern）
- メルツィッヒ（Merzig）
- ヴァーダーン（Wadern）
- ベッキンゲン（Beckingen）
- ロスハイム（Losheim am See）
- メトラッハ（Mettlach）
- パール（Perl）
- ヴァイスキルヘン（Weiskirchen）

（太字は市、その他は町村）

### ノインキルヒェン郡（Landkreis Neunkirchen）
- ノインキルヘン（Neunkirchen）
- オットヴァイラー（Ottweiler）
- エッペルボルン（Eppelborn）
- イリンゲン（Illingen）
- メルヒヴァイラー（Merchweiler）
- シッフヴァイラー（Schiffweiler）
- シュピーゼン＝エルヴェルスベルク（Spiesen-Elversberg）

（太字は市、その他は町村）

### ザールブリュッケン都市連合（Stadtverband Saarbrücken）
- フリードリッヒシュタール（Friedrichsthal）
- ピュトリンゲン（Püttlingen）
- ザールブリュッケン（Saarbrücken）
- ズルツバッハ（Sulzbach）
- フェルクリンゲン（Völklingen）
- グロスブロッセルン（Großrosseln）
- ホイスヴァイラー（Heusweiler）
- クラインブリッテルシュドルフ（Kleinblittersdorf）
- クイールシード（Quierschied）
- リーゲルシュベルク（Riegelsberg）

（太字は市、その他は町村）

### ザールルイ郡（Landkreis Saarlouis）
- ディリンゲン（Dillingen）
- レバッハ（Lebach）
- ザールルイ（Saarlouis）
- ボス（Bous）
- エンシュドルフ（Ensdorf）
- ナルバッハ（Nalbach）
- レールリンゲン-シールブルク（Rehlingen-Siersburg）
- ザールヴェルリンゲン（Saarwellingen）
- シュメルツ（Schmelz）
- シュヴァルバッハ（Schwalbach）
- ユーベルヘルン（Überherrn）
- ヴァガッセン（Wadgassen）
- ヴァレルファンゲン（Wallerfangen）

（太字は市、その他は町村）

### ザールプファルツ郡（Saarpfalz-Kreis）
- ベックバッハ（Bexbach）
- ブリースカステル（Blieskastel）
- ホンブルク（Homburg）
- ザンクト・イングベルト（Sankt-Ingbert）
- ゲルスハイム（Gersheim）
- キルケル（Kirkel）
- マンデルバッハタール（Mandelbachtal）

（太字は市、その他は町村）

### ザンクト・ヴェンデル郡（Landkreis St. Wendel）
- ザンクト・ヴェンデル（Sankt-Wendel）
- フライゼン（Freisen）
- マルピンゲン（Marpingen）
- ナンボルン（Namborn）
- ノーフェルデン（Nohfelden）
- ノンバイラー（Nonnweiler）
- オーベルタール（Oberthal）
- トーレイ（Tholey）

（太字は市、その他は町村）

## バーデン＝ヴュルテンベルク州（Baden-Württemberg）
- ヴェルトハイム（アム・マイン）
- カールスルーエ
- ジンツハイム
- ハイルブロン

## バイエルン州（Bayern）
- ミュンヘン
- ウルム
- エアランゲン
- ギュンツブルク
- バンベルク
- アンスバハ
- フュルト
- バート・キッシンゲン
- クラーナハ
- ランツベルク
- ローテンブルク・オプ・デア・タウバー
- フュッセン